# البشرات

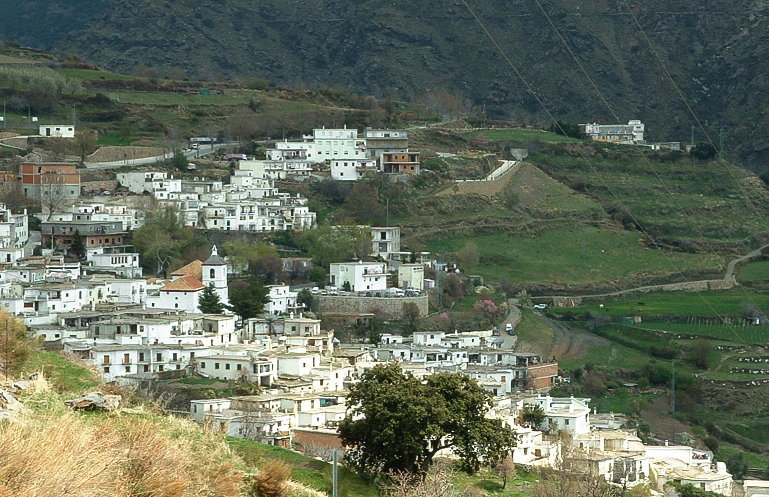
إحدى قرى منطقة البشرات

البشرات أو البُشارات (بالإسبانية: La Alpujarra، وأحيانًا: Las Alpujarras، وتذكر في المصادر التاريخية باسم Alpuxarras) هي منطقة تاريخية غير ساحلية في جنوب إسبانيا، تقع جنوب جبال سييرا نيفادا قرب غرناطة بمنطقة الأندلس ذاتية الحكم. يقع القسم الغربي من المنطقة في مقاطعة غرناطة ويقع القسم الشرقي منها في مقاطعة المرّية.

## الجغرافية
تتكون هذه المنطقة الجبلية بشكل أساسي من وديان تنحدر بشدة من تلال سييرا نيفادا في الشمال إلى جبال الميخارا والكونترابييسا والغادور، التي تفصلها عن ساحل البحر المتوسط جنوبًا.
تعد هذه المنطقة واحدة من أجمل المناطق الطبيعية في إسبانيا، وتعد وديان غرب البشرات من أخصب أراضي إسبانيا؛ نظرًا لمناخها الدافئ ووفرة مائها الذي يأتي من عدة أنهار تنحدر من جبال نيفادا. غير أن شدة انحدار أرضها تجعل زراعتها غير ممكنة إلا على شكل حقول صغيرة لا يمكن استخدام التقنيات الزراعية الحديثة فيها بشكل عملي. وتحتوي هذه الحقول على وفرة من أشجار الفاكهة، وخاصة كرمات العنب والبرتقال والليمون والبرسيمون والتين واللوز. أما البشرات الشرقية (التي تتبع مقاطعة المرية) فهي أقل خصوبة، ولكنها مع ذلك منطقة طبيعية متميزة أيضًا.
من أكبر قرى المنطقة كل من لانخارون (التي تشتهر بوجود أطلال قلعة تاريخية وينابيع مياه معدنية) وأورخيفا وأوغيخار وأندرش وبرجة (وكلها تقع على أراض مرتفعة) وتريبيليث (التي تقع كنيستها الرئيسية على ارتفاع 1476 مترًا من مستوى سطح البحر، وتعد أعلى مدن إسبانيا ارتفاعًا). ومن المناطق السياحية في المنطقة القرى البيضاء الثلاث (بامبانييرا وبوبيون وكابيلييرا)، التي تقع في مضيق نهر بوكييرا.

## التاريخ

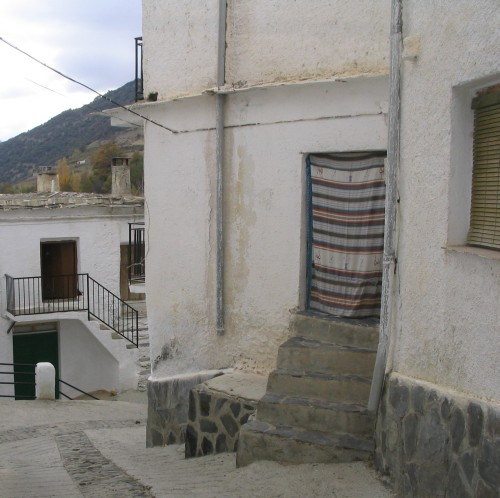
صورة من إحدى قرى المنطقة

تعاقبت على البشرات الشعوب الإيبيرية الكلتية والإمبراطورية الرومانية والقوط الغربيون. وفي القرن الثامن الميلادي حل المسلمون على المنطقة وتملكوها، لتظل تحت حكمهم طيلة 800 عام، غير أنها لم تصبح مأهولة بالسكان بشكل كثيف إلا في القرن والنصف الأخير من حكم المسلمين لها؛ إذ استولى القشتاليون على جميع الأراضي المملوكة للمسلمين في منتصف القرن الثالث عشر الميلادي باستثناء إمارة غرناطة، فنزح الكثير من المسلمين إلى المنطقة، وفيها حافظوا على ثقافتهم الخاصة حتى بعد سقوط غرناطة سنة 1492 بمئة وخمسين عامًا.
وفي القرن السادس عشر الميلادي شهدت المنطقة ثورات عدة تسببت عن إجبار المسلمين (المورسكيين) على الاختيار بين التنصر والطرد. وقاد إحدى الحملات الإسبانية ضد المورسكيين الدون جون النمساوي ـ الأخ غير الشرعي للملك فيليب الثاني ـ ومن المفارقات التاريخية أن الإنكا غارثيلاسو دي لا فيغا (الذي استقر في إسبانيا عقب الغزو الإسباني لموطنه الأصلي بيرو) اشترك في هذه الحملة.
وفي أعقاب ثورة البشرات الثانية سنة 1568، طُرد سكان المنطقة الموريسكيون وشتتوا في البلاد. غير أن مرسومًا ملكيًا إسبانيًا قضى بإجبار أسرتين مسلمتين على البقاء في كل قرية لتعليم المسيحيين الذين نقلوا لتوطينهم في هذه القرى أساليب الفلاحة والزراعة المتبعة في المنطقة. ولم يُطرد آخر المورسكيين من إسبانيا إلى شمال أفريقيا إلا سنة 1609، وهو ما انعكس بضرر بالغ على اقتصاد المنطقة.
وما زالت بصمات المورسكيين قائمة في عمارة المنطقة (المتأثرة بعمارة أمازيغ جبال أطلس المغربية) ومطبخها المحلي ونسيج السجاد والعديد من الأماكن التي ظلت تحتفظ بأسمائها العربية.